# مردی به نام اوه (رمان)
مردی به نام اوه (سوئدی: En man som heter Ove) نام رمانی از نویسنده سوئدی فردریک بکمن است که به زبان سوئدی در سال ۲۰۱۲ منتشر شد. این رمان در سال ۲۰۱۳ به زبان انگلیسی منتشر شد و ۱۸ ماه پس از انتشار به فهرست کتاب‌های پرفروش نیویورک تایمز رسید و به مدت ۴۲ هفته در این فهرست ماند.
فردریک بکمن پس از خواندن مقاله‌ای در مورد مردی به نام اوه که هنگام خرید بلیت در یک موزه هنر دچار بیماری شده بود، برای این کتاب الهام گرفت. او شروع به نوشتن پست‌های وبلاگی تحت عنوان "من مردی هستم به نام اوه" کرد، جایی که در مورد ناراحتی‌های حیوان خانگی خود نوشت. در نهایت، او متوجه شد که نوشته‌هایش پتانسیل خلق یک شخصیت داستانی جالب را دارد.

## داستان
داستان درباره پیرمردی سوئدی به نام اوه است که بسیار بد اخلاق است؛ ولی با آمدن همسایه جدید به محله‌شان اخلاق او بهتر می‌شود.

## اقتباس سینمایی
- فیلم سوئدی مردی به نام اوه به کارگردانی هانس هولم با بازی رولف لاسگارد، که توسط نوردیسک فیلم در ۲۵ دسامبر ۲۰۱۵ اکران شد. این فیلم نامزد شش جایزه در پنجاه و یکمین جوایز گلدبگ شده، ازجمله بهترین فیلم.[۳][۴][۵] این فیلم سینمایی به عنوان فیلم منتخب سوئد برای جایزه اسکار بهترین فیلم خارجی‌زبان در هشتاد و نهمین دوره جوایز اسکار بود.[۶]
- فیلم آمریکایی مردی به نام اتو با بازی تام هنکس که در ۳۰ دسامبر ۲۰۲۲ منتشر شد.[۷]